# CoDIS
Combined DNA Index System (CoDIS) es la base de datos nacional de los Estados Unidos, creada y mantenida por el FBI. El CoDIS comprende tres niveles de información: sistemas de índice de ADN locales (LDIS) donde se originan los perfiles genéticos, sistemas de índice de ADN estatales (SDIS) que permite a los laboratorios de un mismo estado compartir información, y el sistema de índice de ADN nacional (NDIS) que permite a los estados comparar información entre ellos.
El software del CoDIS contiene diferentes bases de datos dependiendo del tipo de información a buscar, que incluyen personas desaparecidas, delincuentes y muestras forenses de escenas de delito. Cada estado, y el sistema federal, tiene diferentes leyes que regulan la recolección, subida y análisis de la información contenida en su base de datos. Sin embargo, por razones de privacidad, la base de datos CoDIS no contiene información personal identificativa, como el nombre asociado a cada perfil genético.

## Orígenes
El CoDIS era una extensión de Grupo de Trabajo Técnico en Métodos de Análisis del ADN (TWGDAM, ahora SWGDAM) que desarrolló guías normalizadas para la práctica en laboratorios forenses en EE. UU. y Canadá, cuando comenzaron a trabajar con muestras de ADN en los años 80.
El TWGDAM fue patrocinado por el laboratorio del FBI que organizaba diversos encuentros científicos al año en Quantico, Virginia, para acelerar el desarrollo de guías de laboratorio y revisar artículos para apoyar los ensayos de ADN, que para algunos eran una herramienta forense dudosa. El TWGDAM completó un libro blanco en octubre de 1989 que daba autoridad al CoDIS para compartir perfiles de ADN entre laboratorios, de igual forma que ya se hacía con las huellas dactilares en la misma década.
El laboratorio del FBI comenzó un proyecto piloto en seis estados y laboratorios forenses locales para desarrollar un software que diera soporte a las pruebas de ADN en cada laboratorio y que permitiera compartir perfiles genéticos con otros laboratorios.
La asamblea de identificación de ADN de 1994 autorizó el establecimiento de este índice nacional de ADN. La asamblea especifica las categorías de datos que pueden almacenarse en el NDIS (delincuentes convictos, arrestados, detenidos, casos forenses, restos humanos sin identificar, personas desaparecidas y familiares de estas), así como los requerimientos para los laboratorios participantes, relacionados con la garantía de calidad, privacidad y borrado de datos.
La asamblea especifica los requerimientos de acceso a las muestras de ADN y archivos mantenidos por las agencias criminales de justicia federales, estatales y locales (o la Secretaría de Defensa, de acuerdo con la sección 1565, título 10 del código de los Estados Unidos).
Las leyes federales requieren que los laboratorios que suministren datos al NDIS esté acreditados por asociaciones profesionales sin ánimo de lucro o por personas activamente involucradas en ciencia forense, internacionalmente reconocidas por la comunidad forense. Las siguientes entidades han cumplido esta definición: la American Society of Crime Laboratory Directors/Laboratory Accreditation Board (ASCLD/LAB) y los Servicios de Calidad Forenses.

## Bases científicas
La identificación en el CoDIS se basa en las repeticiones cortas en tándem (STR) presentes en el genoma humano, de entre dos y seis nucleótidos, muy susceptibles a variación en el número de repeticiones. Los loci donde se encuentran las STR pueden amplificarse usando PCR y analizarse mediante electroforesis en gel. El tamaño del fragmento de ADN es proporcional al número de repeticiones, por lo que podrán cuantificarse estas. La combinación de repeticiones en cada locus proporciona una huella genética característica de cada individuo.

## Marcadores

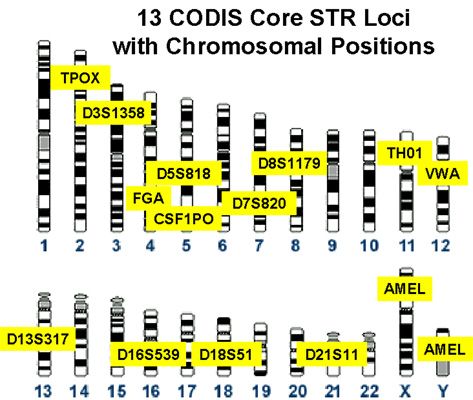
Marcadores genéticos usados por el CoDIS.

El CoDIS identifica marcadores genéticos en trece STR, además del locus de la amelogenina (presente en los cromosomas X e Y y adecuado para determinar el sexo).
- CSF1PO
- D3S1358
- D5S818
- D7S820
- D8S1179
- D13S317
- D16S539
- D18S51
- D21S11
- FGA
- TH01
- TPOX
- vWA

A partir del 1 de enero de 2017 se agregaron siete ubicaciones más
- D1S1656
- D2S441
- D2S1338
- D10S1248
- D12S391
- D19S433
- D22S1045

Estos marcadores no solapan con los que ese usan generalmente en ensayos de ADN. Algunos pueden ser indicadores de enfermedades genéticas.
El índice del CoDIS asiste a los laboratorios forenses públicos de EE. UU. para comparar e intercambiar perfiles de ADN. Uno de sus registros, el "CODIS DNA profile", consiste en el perfil genético de un individuo, junto con el de la muestra identificativa y el identificador del laboratorio responsable del perfil. El CoDIS no es una base de datos histórica sobre delitos, como puede ser el Centro Nacional de Información Criminal (NCIC), y no contiene información personal identificativa como nombres, fechas de nacimiento o números de la seguridad social.
Originariamente, el CoDIS consistía en el índice de criminales convictos y el índice forense, pero actualmente se han añadido el índice de arrestados, el índice de personas desaparecidas o no identificadas, y el índice de referencia de personas desaparecidas. 
El CoDIS tiene un algoritmo de  coincidencias de búsquedas entre varios índices, de acuerdo con las reglas estrictas de protección de datos. A la hora de resolver violaciones y homicidios por ejemplo, el CoDIS compara el índice forense con el de criminales. El algoritmo solo genera una lista de candidatos, que puede ser confirmado o descartado por un analista cualificado.
Las bases de datos del CoDIS existen a nivel local, estatal y nacional. Esta estructura permite a los laboratorios controlar sus propios datos: cada laboratorio decide qué perfiles compartir con el resto del país. Desde 2006, aproximadamente 180 laboratorios de los cincuenta estados participan en el CoDIS. A nivel nacional, el sistema de índice nacional de ADN (NDIS) lo regenta el FBI en una localización sin revelar.

### Tamaño relativo
El NDIS contiene más de 12 010 904 perfiles, 2 157 394 perfiles de arrestados y 663 191 perfiles forenses a fecha de octubre de 2015. Por último, el éxito del programa CoDIS se mide en el número de delitos que ayuda a resolver. "CoDIS primary metric" sigue el número de investigaciones criminales en las que el CoDIS ha contribuido al proceso de investigación. Hasta octubre de 2015, el CoDIS ha generado más de 300 050 asistencias en más de 285 447 investigaciones.

### Loci
Las ubicaciones se encuentran registradas en el NIST Instituto Nacional de Estándares y Tecnología
| Marcador | Otros nombres                           | Ubicación Cromosomal | Genbank Accession  | Loci                   | Genoma                                        | Estructura repetida                   | Primers                                                                                     | Referencia                             |
| -------- | --------------------------------------- | -------------------- | ------------------ | ---------------------- | --------------------------------------------- | ------------------------------------- | ------------------------------------------------------------------------------------------- | -------------------------------------- |
| CSF1PO   | CSF, UniSTS: 156169                     | 5q33.1               | X14720             | Chr 5; 149.436 Mb      | Mayo 2004, NCBI ensamblaje 35                 | [AGAT]                                | 5'-AACCTGAGTCTGCCAAGGACTAGC-3' (AGAT hebra), 5'-TTCCACACACCACTGGCCATCTTC-3' (TCTA hebra)    | https://strbase.nist.gov/str_CSF1PO.   |
| FGA      | FIBRA, UniSTS: 240635                   | 4q28                 | M64982             | Chr 4; 155.866 Mb      | Mayo 2004, NCBI ensamblaje 35                 | [TTTC]3TTTTTTCT[CTTT]nCTCC[TTCC]2     | 5'-GCCCCATAGGTTTTGAACTCA-3' (CTTT hebra), 5'-TGATTTGTCTGTAATTGCCAGC-3' (GAAA hebra)         | https://strbase.nist.gov/str_FGA.      |
| TH01     | HUMTH01, TC11, UniSTS: 240639           | 11p15.5              | D00269             | Chr 11; 2.149 Mb       | Mayo 2004, NCBI ensamblaje 35                 | [AATG]                                | 5'-GTGGGCTGAAAAGCTCCCGATTAT-3' (AATG hebra) , 5'-ATTCAAAGGGTATCTGGGCTCTGG-3' (TCAT hebra)   | https://strbase.nist.gov/str_TH01.     |
| TPOX     | hTPO, TPO, UniSTS: 240638               | 2p25.3               | M68651             | Chr 2; 1.472 Mb        | Mayo 2004, NCBI ensamblaje 35                 | [AATG]                                | 5'-ACTGGCACAGAACAGGCACTTAGG-3' (AATG hebra), 5'-GGAGGAACTGGGAACCACACAGGT-3' (TTAC hebra)    | https://strbase.nist.gov/str_TPOX.     |
| VWA      | vWF, VWA31A, UniSTS: 240640             | 12p13.31             | M25858             | Chr 12; 5.963 Mb       | Mayo 2004, NCBI ensamblaje 35                 | [TCTA] with [TCTG] and [TCCA] inserts | 5'-CCCTAGTGGATAAGAATAATC-3' , 5'-GGACAGATGATAAATACATAGGATGGATGG-3'                          | https://strbase.nist.gov/str_VWA.      |
| D3S1358  | UniSTS: 148226                          | 3p21.31              | AC099539           | Chr 3; 45.557 Mb       | Mayo 2004, NCBI ensamblaje 35                 | [AGAT], [TCTA]                        | 5'-ACT GCA GTC CAA TCT GGG T-3' (AGAT hebra), 5'-ATG AAA TCA ACA GAG GCT TG-3' (TCTA hebra) | https://strbase.nist.gov/str_D3S1358.  |
| D5S818   | D5 UniSTS: 54700                        | 5q23.2               | G08446, AC008512   | Chr 5; 123.139 Mb      | Mayo 2004, NCBI ensamblaje 35                 | [AGAT]                                | 5'-GGTGATTTTCCTCTTTGGTATCC-3', 5'-[JOE]-AGCCACAGTTTACAACATTTGTATCT-3'                       | https://strbase.nist.gov/str_D5S818.   |
| D7S820   | , , D7, , UniSTS: 74895                 | 7q21.11              | G08616, AC004848   | Chr 7; 83.433 Mb       | Mayo 2004, NCBI ensamblaje 35                 | [GATA]                                | 5'-[JOE]-ATGTTGGTCAGGCTGACTATG-3', 5'-GATTCCACATTTATCCTCATTGAC-3'                           | https://strbase.nist.gov/str_D7S820.   |
| D8S1179  | D6S502, , UniSTS: 83408                 | 8q24.13              | G08710, AF216671   | Chr 8; 125.976 Mb      | Mayo 2004, NCBI ensamblaje 35                 | [TATC]                                | 5' - TTTTTGTATTTCATGTGTACATTCG - 3', 5' - CGTAGCTATAATTAGTTCATTTTCA - 3'                    | https://strbase.nist.gov/str_D8S1179.  |
| D13S317  | , , D13, , UniSTS: 7734                 | 13q31.1              | G09017, AL353628.2 | Chr 13; 81.620 Mb      | Mayo 2004, NCBI ensamblaje 35                 | [GATA]                                | 5'-ATTACAGAAGTCTGGGATGTGGAGGA-3', 5'-[JOE]-GGCAGCCCAAAAAGACAGA-3'                           | https://strbase.nist.gov/str_D13S317.  |
| D16S539  | D16, , UniSTS: 45590                    | 16q24.1              | G07925, AC024591.3 | Chr 16; 84.944 Mb      | Mayo 2004, NCBI ensamblaje 35                 | [GATA]                                | 5'-GGGGGTCTAAGAGCTTGTAAAAAG-3', 5'-[JOE]-GTTTGTGTGTGCATCTGTAAGCATGTATC-3'                   | https://strbase.nist.gov/str_D16S539.  |
| D18S51   | D18S379; UT574, , UniSTS: 44409         | 18q21.33             | X91254, AP001534   | Chr 18; 59.100 Mb      | Mayo 2004, NCBI ensamblaje 35                 | [GAAA]                                | 5'-CAA ACC CGA CTA CCA GCA AC-3' (GAAA hebra), 5'-GAG CCA TGT TCA TGC CAC TG-3'             | https://strbase.nist.gov/str_D18S51.   |
| D21S11   | UniSTS: 240642                          | 21q21.1              | M84567, AP000433   | Chr 21; 19.476 Mb      | Mayo 2004, NCBI ensamblaje 35                 | [TCTA], [TCTG]                        | 5'-GTG AGT CAA TTC CCC AAG-3', 5'-GTT GTA TTA GTC AAT GTT CTC C-3'                          | https://strbase.nist.gov/str_D21S11.   |
| D1S1656  | UniSTS: 58809                           | 1q42                 | G07820             | Chr 1; 228.972 Mb      |                                               | [TAGA]n[TGA]0-1[TAGA]n[TAGG]0-1[TG]5  | 5'-GTGTTGCTCAAGGGTCAACT-3', 5'-[FL]-GAGAAATAGAATCACTAGGGAACC-3'                             | https://strbase.nist.gov/str_D1S1656.  |
| D2S441   | D2S1778, CHLC.GATA72A05, , UniSTS:71306 | 2p14                 | AC079112           | chr 2: 68,213,613 bp   | Julio 2003, NCBI ensamblaje del genoma humano | [TCTA]                                | 5'-TGCACCCAACATTCTAACAA-3', 5'-ATTGGAGCTAAGTGGCTGTG-3'                                      | https://strbase.nist.gov/str_D2S441.   |
| D2S1338  | UniSTS: 30509                           | 2q35                 | AC010136, G08202   | Chr 2; 218.705 Mb      | Mayo 2004, NCBI ensamblaje 35                 | [TGCC]n[TTCC]n                        |                                                                                             | https://strbase.nist.gov/str_D2S1338.  |
| D10S1248 | CHLC.GGAA23C05                          | 10q26.3              | AL391869           | chr 10: 130,566,908 bp | Julio 2003, NCBI ensamblaje del genoma humano | [GGAA]n                               | 5'-GGAATAAGTGCAGTGCTTGG-3', 5'-ACCAATCTGGTCACAACCAT-3'                                      | https://strbase.nist.gov/str_D10S1248. |
| D12S391  | CHLC.GATA 11 HO8., UniSTS: 2703         |                      | G08921             | Chr 12; 12.341 Mb      |                                               | [AGAT]8-17[AGAC]6-10[AGAT]0-1         | 5'-AACAGGATCAATGGATGCAT-3', 5'-TGGCTTTTAGACCTGGACTG-3'                                      | https://strbase.nist.gov/str_D12S391.  |
| D19S433  | CHLC.GGAA2A03, UniSTS: 33588            | 19q12                | G08036, AC008507.6 | Chr 19; 35.109 Mb      | Mayo 2004, NCBI ensamblaje 35                 | (AAGG)(AAAG)(AAGG)(TAGG)[AAGG]n       |                                                                                             | https://strbase.nist.gov/str_D19S433.  |
| D22S1045 | CHLC.ATA37D06                           | 22q12.3              | AL022314           | chr 22: 35,779,368 bp  | Julio 2003, NCBI ensamblaje del genoma humano | [ATT]n                                | 5'-GCTAGATTTTCCCCGATGAT-3', 5'-ATGTAAAGTGCTCTCAAGAGTGC-3'                                   | https://strbase.nist.gov/str_D22S1045. |